# Kieran Lindars
Kieran Lindars (* 19. November 1996 in Lowestoft) ist ein britischer Duathlet und Triathlet. Er ist ETU-Europameister auf der Triathlon-Langdistanz (2022) und er wird in der Bestenliste britischer Triathleten auf der Ironman-Distanz geführt.

## Werdegang
2019 wurde Kieran Lindars Sechster bei der ETU-Europameisterschaft auf der Triathlon-Langdistanz.

### Europameister Triathlon-Langdistanz 2022
Er gewann im September 2022 die Challenge Almere-Amsterdam und wurde damit ETU-Europameister auf der Triathlon-Langdistanz.
In der Saison 2022 sicherte er sich den vierten Platz beim Challenge World Bonus.
Im September 2023 wurde er Vize-Europameister auf der Triathlon-Langdistanz.
Im Oktober 2024 wurde der 27-Jährige als bester britischer Athlet Achter bei den Ironman World Championships auf Hawaii.
Im Mai 2025 startete er in Šamorín bei den Challenge World Championships und er belegte den dritten Rang. Im Juli wurde er Ditter im Ironman 70.3 Swansea.

## Sportliche Erfolge
| Datum/Jahr    | Platz | Wettbewerb                                                    | Austragungsort | Zeit     | Bemerkung                                                                |
| ------------- | ----- | ------------------------------------------------------------- | -------------- | -------- | ------------------------------------------------------------------------ |
| 13. Juli 2025 | 3     | Ironman 70.3 Swansea                                          | Swansea        |          |                                                                          |
| 18. Mai 2025  | 3     | Challenge World Championships                                 | Šamorín        |          |                                                                          |
| 6. Dez. 2020  | 41    | PTO Professional Triathletes Organisation World Championships | Daytona Beach  | 03:29:13 | PTO-Weltmeisterschaft (2 km Schwimmen, 80 km Radfahren und 18 km Laufen) |

| Datum/Jahr    | Platz | Wettbewerb                                                   | Austragungsort    | Zeit     | Bemerkung                                                                        |
| ------------- | ----- | ------------------------------------------------------------ | ----------------- | -------- | -------------------------------------------------------------------------------- |
| 27. Juli 2025 | 4     | Ironman Leeds                                                | Leeds             | 08:33:38 | [ 3 ]                                                                            |
| 26. Okt. 2024 | 8     | Ironman Hawaii                                               | Hawaii            | 07:51:55 |                                                                                  |
| 18. Aug. 2024 | 2     | Ironman Germany                                              | Frankfurt am Main | 07:32:14 | Ironman European Championship; Raddistanz 177 km                                 |
| 9. Sep. 2023  | 2     | ETU Challenge Long Distance Triathlon European Championships | Almere            | 07:48:30 |                                                                                  |
| 14. Sep. 2019 | 10    | Challenge Roth                                               | Roth              | 07:50:23 |                                                                                  |
| 10. Sep. 2022 | 1     | ETU Challenge Long Distance Triathlon European Championships | Almere            | 07:55:44 | ETU-Europameister Triathlon Langdistanz im Rahmen der Challenge Almere-Amsterdam |
| 14. Sep. 2019 | 6     | ETU Challenge Long Distance Triathlon European Championships | Almere            | 08:17:14 |                                                                                  |

| Datum/Jahr    | Platz | Wettbewerb                                    | Austragungsort | Zeit     | Bemerkung                                            |
| ------------- | ----- | --------------------------------------------- | -------------- | -------- | ---------------------------------------------------- |
| 25. März 2018 | 14    | GBR Sprint Duathlon National Championships    | Bedford        | 01:01:30 | Nationale Meisterschaft Duathlon; hinter Adam Bowden |
| 3. Apr. 2016  | 8     | GBR Sprint Duathlon National Championships    | Windsor        | 00:55:30 |                                                      |
| 30. März 2014 | 6     | GBR Duathlon National Championship Junior Men | Rockingham     | 00:56:19 | Nationale Junioren-Meisterschaft Duathlon            |

(DNF – Did Not Finish)